# Panola (Alabama)
Panola es un lugar designado por el censo ubicado en el condado de Sumter en el estado estadounidense de Alabama. En el Censo de 2010 tenía una población de 144 habitantes y una densidad poblacional de 124,45 personas por km².

## Geografía
Panola se encuentra ubicado en las coordenadas 32°56′49″N 88°15′44″O / 32.94694, -88.26222. Según la Oficina del Censo de los Estados Unidos, Panola tiene una superficie total de 1.86 km², de la cual 1.86 km² corresponden a tierra firme y (0.14%) 0 km² es agua.

## Demografía
Según el censo de 2010, había 144 personas residiendo en Panola. La densidad de población era de 124,45 hab./km². De los 144 habitantes, Panola estaba compuesto por el 2.08% blancos, el 97.92% eran afroamericanos, el 0% eran amerindios, el 0% eran asiáticos, el 0% eran isleños del Pacífico, el 0% eran de otras razas y el 0% pertenecían a dos o más razas. Del total de la población el 0% eran hispanos o latinos de cualquier raza.